# Rabioso! la pesadilla recién comienza
Rabioso! La Pesadilla Recién Comienza es el primer álbum en vivo editado por la banda argentina de Punk rock, Attaque 77.

## Contenido
Lanzado en 1991, se trata del primer disco en vivo de la banda, registrado el 5 de octubre de 1991 en el Estadio Obras, Buenos Aires. Aunque la banda ya había realizado algunas grabaciones en vivo previamente, este álbum es el primero de manera oficial y tiene la particularidad de tener un sonido "natural".
Lo registrado es sólo una parte del show, ya que apenas se incluyen seis canciones: tres de ellas del álbum El cielo puede esperar, dos del primer demo de la banda "Más de un millón", una canción inédita hasta ese momento cantado por el público y sólo una de Dulce Navidad, que es cantada por Ciro Pertusi, a diferencia de la versión original, por Federico Pertusi.
El disco fue reeditado luego por DBN, en 2001.

## Lista de canciones
| # | Canción                      | Intérprete original y/o compositores | Duración |
| - | ---------------------------- | ------------------------------------ | -------- |
| 1 | Introducción (D.R)           |                                      | 00:54    |
| 2 | Donde las águilas se atreven | Pertusi                              | 03:37    |
| 3 | No te pudiste aguantar       | Vera                                 | 02:41    |
| 4 | Papa llegó borracho          | Pertusi                              | 02:06    |
| 5 | Soy de Attaque               | Pertusi, Martínez, Vera, De Cecco    | 01:00    |
| 6 | Combate                      | Pertusi                              | 01:30    |
| 7 | Armas blancas                | Pertusi                              | 01:25    |
| 8 | Espadas y Serpientes         | Pertusi                              | 03:49    |

## Créditos
- Ciro Pertusi: Voz.
- Mariano Martínez: Guitarra y coros.
- Adrián Vera: Bajo y coros.
- Leo De Cecco: Batería.

- Datos: Q6095963